# جمال قبش
جمال قبش (وُلد في مارس 1957) هو مُمثل سوري.

## حياته
ولد الفنان جمال قبش في دمشق وقد تخرج جمال من المعهد العالي للفنون المسرحية وحصل على عدة دورات في التمثيل والإخراج المسرحي بالمدرسة الوطنية للفنون الدرامية وله العديد من الأعمال التلفزيونية والمسرحية وهكذا السينمائية وهو عضو نقابة الفنانين السوريين من أشهر أعماله مسلسل (دموع الملائكة) للمخرج غسان جبري ومسلسل(باب الحارة)

## أعماله

### المسلسلات
- باب الحارة ج4 و ج5 و ج6 و ج7 و ج8 و ج9 بدور الكومندان الفرنسي
- بروكار ج2 2022
- تحت سماء الوطن
- فرقة ناجي عطا الله
- المفتاح
- نابليون والمحروسة
- الزعيم
- سوق الورق
- مطلوب رجال
- كليوباترا
- مطر ايلول
- زهرة النرجس
- ناصر
- جنون العصر
- سحابة صيف
- وشاء الهوى
- صدى الروح
- خالد بن الوليد ج1 و ج2
- الزيزفون
- نزار قباني
- عياش
- عذراء الجبل
- البحث عن صلاح الدين
- نساء بلا اجنحة
- دموع الملائكة
- الغربال (مسلسل)
- طوق البنات بجزئيه: بدور الحاكم العسكري الفرنسي

### أفلامه
- مطر أيلول
- الاعتراف
- ما يطلبه المستمعون

## وصلات خارجية
- جمال قبش على موقع قاعدة بيانات الأفلام العربية